# Salsola dshungarica
Salsola dshungarica är en amarantväxtart som beskrevs av Modest Mikhaĭlovich Iljin. Salsola dshungarica ingår i släktet sodaörter, och familjen amarantväxter. Inga underarter finns listade i Catalogue of Life.